# 羅靈里弗鎮區 (密蘇里州巴里縣)
羅靈里弗鎮區（英語：Roaring River Township）是位於美國密蘇里州巴里縣的一個行政鎮區。

## 地方資料
羅靈里弗鎮區的面積為186.63平方千米，當中陸地面積為177.87平方千米，而水域面積為8.76平方千米。根據2020年美國人口普查的數據，當地共有人口1161人，而人口密度為每平方千米6.22人。